# Високово (Калязінський район)
Високово (рос. Высоково) — присілок в Калязінському районі Тверської області Російської Федерації.
Населення становить 22 особи. Входить до складу муніципального утворення Старобісловське сільське поселення.

## Історія
Від 2005 року входило до складу муніципального утворення Старобісловське сільське поселення.

## Населення
| 1859 | 1888 | 2002 | 2010 |
| ---- | ---- | ---- | ---- |
| 206  | ↘202 | ↘35  | ↘22  |